# Comuna Levkivți, Tulciîn
Levkivți (în ucraineană Левківці) este o comună în raionul Tulciîn, regiunea Vinnița, Ucraina, formată din satele Burdii și Levkivți (reședința).

## Demografie
Componența lingvistică a satului Levkivți
     Ucraineană (99,28%)
     Alte limbi (0,62%)
Conform recensământului din 2001, majoritatea populației satului Levkivți era vorbitoare de ucraineană (99,28%), existând în minoritate și vorbitori de alte limbi.